# Alberto Reina Campos
Alberto Reina Campos (nascut el 9 de setembre de 1997) és un futbolista andalús que juga com a migcampista ofensiu al Real Oviedo.

## Carrera de club
Nascut a Chiclana de la Frontera, Cadis, Andalusia, Reina es va incorporar al planter del Real Betis el 19 de juny de 2015, procedent del Chiclana Industrial CF de la seva ciutat natal. El 12 de setembre de 2016, després d'acabar la seva formació, va ser cedit al CD Alcalá de Tercera Divisió fins al final de la temporada.
Reina va debutar amb l'equip sènior el 25 de setembre de 2016, entrant com a substitut a la mitja part en una victòria a casa per 3-0 contra la UB Lebrijana. Va marcar el seu primer gol com a sènior el 12 d'octubre, aconseguint el tercer gol de l'Alcalá en una victòria a fora contra el CD San Roque amb el mateix marcador.
El 9 de juliol de 2017, Reina va fitxar per l'AD Ceuta FC, també de quarta divisió. El 15 de gener de 2019, després de ser titular habitual a l'equip, va fitxar per la UD Las Palmas i va ser assignat als reserves de la Segona Divisió B.
El 10 d'octubre de 2020, Reina va tornar a Ceuta. Titular indiscutible de l'equip, va marcar vuit gols, la millor marca de la seva carrera, durant la temporada 2021-22, i va aconseguir l'ascens del club a la Primera Federació.
El 15 de juny de 2023, Reina va signar un contracte de dos anys amb l'equip de Segona Divisió, el CD Mirandés. Va debutar com a professional el 14 d'agost, com a titular en una victòria per 4-0 a casa contra l'AD Alcorcón.
Reina va marcar el seu primer gol com a professional el 19 de novembre de 2023, marcant el primer gol en un empat a 2 fora de casa contra el CE Eldenc. Va ser titular indiscutible amb els Jabatos durant la temporada 2024-25, marcant set gols i deixant el club sense ascens als play-offs.
El 6 de juliol de 2025, Reina va fitxar pel Reial Oviedo de La Liga amb un contracte de dos anys.